# Boussé
Boussé is een stad in Burkina Faso en is de hoofdplaats van de provincie Kourwéogo.
Boussé telt naar schatting 14.000 inwoners.